# Pac (luchador)
Benjamin Satterley (22 de agosto de 1986) es un luchador profesional inglés que actualmente trabaja para All Elite Wrestling (AEW) y Dragon Gate, bajo el nombre de Pac (también estilizado en mayúsculas como PAC), a veces llamado «The Bastard» como sobrenombre.
Satterley trabajó para la WWE hasta 2018, en dicha empresa era conocido bajo el nombre de Neville durante su paso por Raw y 205 Live, mientras que en NXT era conocido bajo el nombre de Adrian Neville. Es conocido por su altamente peligroso estilo aéreo de lucha, así como por su trabajo en varias empresas, tales como Real Quality Wrestling, Irish Whip Wrestling y 1 Pro Wrestling, Ring of Honor, Pro Wrestling Guerrilla y Chikara.
Dentro de sus logros se destacan un reinado como Campeón de NXT y dos como Campeón en Parejas de NXT, convirtiéndose en el primero en obtener todos los títulos de su división, una vez Campeón Mundial en Parejas de la PWG además ostenta dos reinados como Campeón Peso Crucero de la WWE, su primer reinado como campeón duró un total de 197 días, siendo también el primer reinado más largo en la historia del título. También fue el inaugural Campeón Todo Atlántico de AEW y también una vez Campeón Mundial de Tríos de AEW.

## Carrera

### Inicios
Satterley empezó su carrera bajo el nombre de Pac en IWF, una promoción de Gateshead, Inglaterra. Su atleticismo impresionó a promotores en todo el mundo, que eventualmente lo usaron regularmente en sus storylines.
En enero de 2007, Pac luchó en el tour Impacto Total en Portugal. Pese a no ser organizado por Total Nonstop Action Wrestling, muchos luchadores de TNA aparecieron en el evento. Pac estuvo todas las noches, junto con otros luchadores británicos como Spud, Jonny Storm y Jody Fleisch.

### Pro Wrestling Guerrilla (2006–2007)
Satterley luchó para Ring of Honor en sus shows del 3 y el 4 de marzo en el Liverpool Olympia de Liverpool. La primera noche perdió contra Roderick Strong en un combate por el FIP World Heavyweight Championship. En la segunda perdió contra Matt Sydal. Luego luchó en Chikara Pro Wrestling, en su show Rey De Voladores el 22 de abril, en una Fatal 4-way eliminatoria contra Chuck Taylor, Ricochet y Retail Dragon, que fue ganada por Taylor.
A finales de abril, Pac representó a IPW:UK en la prestigiosa King of Europe Cup. Pac derrotó a Trent Acid en la primera ronda, antes de caer contra Nigel McGuinness en los cuartos de final. El 20 de mayo ganó el Pro Wrestling Guerrilla Dynamite Duumvirate Tag Team Title Tournament con Roderick Strong proclamándose los nuevos campeones por parejas de la PWG. Derrotaron a Super Dragon y Davey Richards en la 1ª ronda, a los luchadores de Dragon Gate Naruki Doi y Masato Yoshino en la 2ª y a los Briscoe Brothers en la final. Defendieron los títulos contra The Havana Pitbulls (Ricky Reyes y Rocky Romero) en PWG Roger Dorn Night el 10 de junio. Del 15 al 22 de junio compitió en el mayor tour de Dragon Gate del año, Wrestle JAM, donde representaron a Pro Wrestling Guerrilla, junto a El Genérico y los representantes de Ring Of Honor Austin Aries, Delirious, Jack Evans, Matt Sydal y Jimmy Rave.

### 1 Pro Wrestling (2006–2007)
El 29 de julio, Pac y Strong defendieron el PWG World Tag Team Championship contra los Briscoe Brothers en un 2 out of 3 falls, pero fueron reemplazados por Kevin Steen y El Genérico, que ganaron el PWG World Tag Team Championship en una caída. En agosto, Pac regresó a Chikara, en el International Invaders Weekend. En la primera noche, perdió contra Ricochet; la siguiente noche perdió contra Claudio Castagnoli. El 23 de agosto participó en el 8th Ballpark Brawl. Perdió una Six-way eliminatoria contra Sterling James Keenan (ganador del evento), Trent Acid, El Genérico, Xtremo y John McChesney. Un día después, regresó a ROH perdiendo contra Bryan Danielson. En el ROH Manhattan Mayhem, perdió contra Davey Richards.

### Ring of Honor y otros (2006–2007)
Pac estuvo entre los 24 participantes en el 2007 PWG Battle of Los Angeles Tournament en Burbank, California desde el 31 de agosto al 2 de septiembre. Derrotó a Jack Evans en primera ronda y a Claudio Castagnoli en segunda ronda y perdió contra el ganador del torneo, CIMA, en la semifinal.Poco después, Pac volvió a Dragon Gate para el tour Dragon Storm 2007 que empezó el 8 de septiembre. El tour fue el último para Matt Sydal, que el 14 de septiembre eligió a Pac para que le reemplazara en la facción Typhoon de Dragon Gate. El 15 de septiembre, Pac derrotó a Dragon Kid por el wXw Lightweight Championship.
Tras un año fuera de la compañía, PAC regresó a Pro Wrestling Guerrilla en el All Star Weekend VII, donde formó equipo con los Young Bucks, derrotando a Kevin Steen, El Generico y Susumu Yokosuka. La noche siguiente, PAC perdió contra Chris Hero en un combate por el PWG World Title, que poseía Hero.

### Nu-Wrestling Evolution (2007–2008)
PAC empezó a luchar en la Nu-Wrestling Evolution bajo el nombre de Jungle PAC. En el evento de la NWE en Madrid, Satterley compitió por el Campeonato Peso Crucero de la NWE en un Ladder match contra Matt Cross, Supernova (quién sustituía a Último Dragon, quien estaba lesionado) y Juventud Guerrera, ganando este último la pelea. El 26 de octubre peleó contra Juventud Guerrera y Supernova en una three-way match por el Campeonato Crucero, pero no pudo ganar. Luchó contra Juventud y Nova en dos combates más por el título el 1 y el 2 de noviembre, pero tampoco pudo ganar.

### Dragon Gate (2007–2012, 2018-2019)
En 2007, Satterley fue contratado por Dragon Gate. Pac, participó en un evento este fin de semana en Japón. Después de la lucha, Pac hizo una reverencia al público desde cada una de las esquinas, en un gesto que podría catalogarse como de despedida a los fanes y a la propia empresa.
En 2018 PAC regresaría después de su salida de la WWE, como parte de la facción "R.E.D.".

### New Japan Pro-Wrestling (2012)
El 27 de mayo de 2012, Pac hizo su debut en New Japan Pro-Wrestling, cuando ingresó al torneo Best of the Super Juniors de 2012, derrotando a Jushin Thunder Liger en su primer combate. Cuando la etapa de round-robin del torneo concluyó el 9 de junio, PAC terminó con cinco victorias en sus ocho luchas, ganando su bloque y avanzando a las semifinales del torneo. Perdió a Ryusuke Taguchi al día siguiente, y fue eliminado del torneo.

### WWE (2012–2018)

#### NXT Wrestling (2012–2015)
En julio de 2012, se informó de que Satterley había firmado un contrato con la WWE. Fue enviado al territorio de desarrollo, NXT Wrestling, debutando bajo el nombre de Adrian Neville el 16 de enero de 2013 en un episodio de NXT, derrotando a Sakamoto. Neville se unió a Oliver Grey para derrotar a 3MB (Heath Slater & Drew McIntyre) en la primera ronda de un torneo para coronar a los primeros Campeones en Parejas de NXT. El 31 de enero, derrotaron a The Wyatt Family (Luke Harper & Erick Rowan) en las finales, coronándose campeones. Sin embargo, lo perdió ante The Wyatt Family el 2 de mayo de 2013 (emitido el 8 de mayo) en un combate donde Bo Dallas sustituyó a su compañero, que estaba lesionado. En las grabaciones del 20 de junio de 2013 (emitido el 17 de julio) ganó junto a Corey Graves por segunda vez el Campeones en Parejas de NXT. Tras esto, empezaron una rivalidad con The Ascension (Rick Victor & Conor O'Brian), quienes posteriormente les arrebatarían los títulos. El 18 de octubre Graves y Neville obtuvieron su revancha por los títulos pero fueron derrotados nuevamente, tras la lucha Graves atacó a Neville iniciando una rivalidad entre ellos. La semana siguiente, Neville enfrentó a Graves pero fue derrotado y atacado nuevamente una vez que terminó la lucha. Finalmente Neville derrotó a Graves el 13 de noviembre en un Two Out of Three Falls match  poniendo fin a la rivalidad entre ambos. La semana siguiente Neville entró en un Beat the Clock Challenge para determinar al retador por el Campeonato de NXT, Neville consiguió derrotar a Aiden English, pero terminó empatado en tiempo con Sami Zayn, al cual derrotó una semana más tarde consiguiendo la oportunidad por el título. Neville obtuvo su oportunidad titular el 4 de diciembre frente a Bo Dallas, derrotándolo por conteo fuera del ring, por lo cual no obtuvo el título. El 18 de diciembre, Neville obtuvo una nueva oportunidad por el título contra Dallas en un Lumberjack match perdiendo debido a la interferencia de Tyler Breeze, al que derrotaría el 15 de enero de 2014.
El 22 de enero, Neville interrumpió la celebración de Bo Dallas por ser el campeón con el reinado más largo desafiándolo a una lucha, pero Dallas se negó argumentando que Neville no podía durar más de 4 minutos y 45 segundos en el ring con él, sin embargo Triple H los puso en una lucha donde si Neville duraba más de ese tiempo en el ring con Dallas, tendría una oportunidad por el título el 27 de febrero en el evento NXT Arrival, finalmente Neville logró sobreponerse al tiempo consiguiendo su lucha por el título. El 27 de febrero en Arrival, Neville derrotó a Bo Dallas en una Ladder Match ganando el Campeonato de NXT. El 20 de marzo, Neville retuvo el título contra Dallas en su revancha mandatoria. Durante las semanas siguientes Neville inició un feudo con Brodus Clay tras derrotarlo por conteo fuera del ring, por lo cual debió defender el título contra Clay en su siguiente lucha donde salió victorioso una vez más. En NXT TakeOver, Neville defendió el título exitosamente frente a Tyson Kidd. Un par de semanas después, derrotó a Kidd nuevamente reteniendo el título. El 31 de julio tuvo que defender el título contra Tyler Breeze pero la lucha terminó en descalificación luego de la interferencia de Tyson Kidd. El 8 de septiembre, Neville y Sami Zayn hicieron su debut en Monday Night RAW derrotando a Tyson Kidd y el también debutante Tyler Breeze. El 11 de septiembre en NXT TakeOver: Fatal 4-Way, Neville defendió el título contra Kidd, Breeze y Zayn, durante esta lucha Neville sacó del ring al árbitro cuando Zayn estuvo a punto de ganar la lucha. Durante las siguientes semanas, Neville y Zayn confrontaron a Titus O'Neil cuando este alegó por el hecho de que estrellas de NXT le estuviesen quitando su tiempo en RAW y se burlase de NXT, finalmente el 23 de octubre, Neville retuvo el título contra O'Neil. El 13 de noviembre defendió el título exitosamente contra Sami Zayn, lográndolo de manera controversial cuando Neville se quejó de estar lastimado de la rodilla, pero terminó aprovechando el momento para aplicar un "Small Package" de manera sorpresiva a Zayn y conseguir la victoria. El 11 de diciembre en NXT TakeOver: R Evolution fue derrotado por Zayn perdiendo el título. La semana siguiente Neville le reclamó a Kevin Owens por su ataque sobre Sami Zayn en R-Evolution, lo que los llevó a un combate el cual terminó por conteo fuera del ring para los dos, sin embargo tras la lucha Owens le aplicó un Powerbomb sobre el filo del ring. Tuvo su revancha por el título el 14 de enero, pero volvió a ser derrotado por Zayn. Tras esto participó en un torneo para ser el aspirante al Campeonato de NXT, derrotando a Tyson Kidd en la primera ronda y a Baron Corbin en las semifinales, pero perdió la final ante Finn Bálor en NXT TakeOver: Rival.

#### 2015

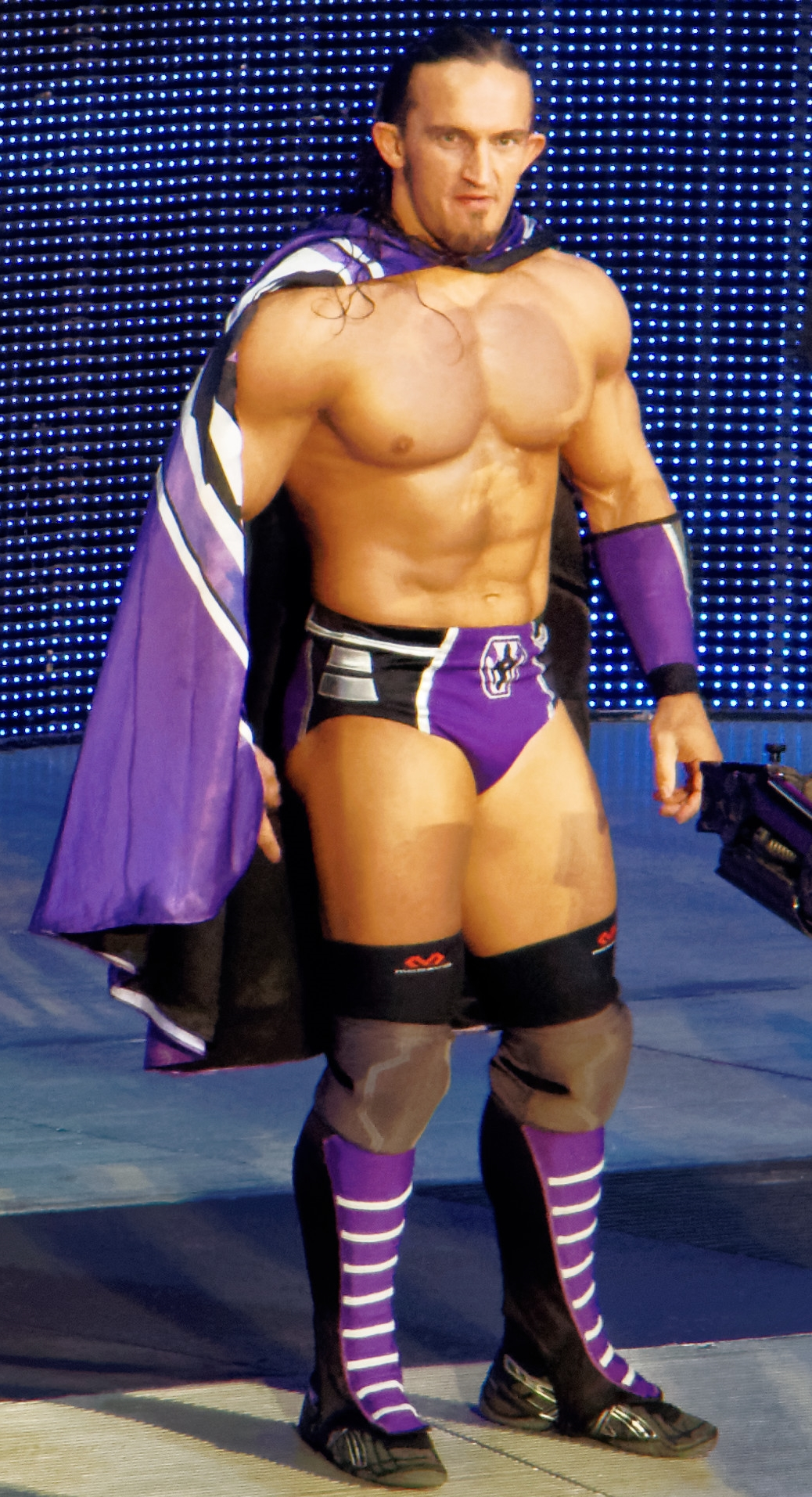
Neville en el plantel principal en marzo de 2015.

Debutó en Raw el 30 de marzo con el nombre acortado a Neville, derrotando rápidamente a Curtis Axel y el 6 de abril en Raw sufrió su primera derrota frente al Campeón Mundial de Peso Pesado de WWE Seth Rollins.
El 9 de abril debutó en SmackDown derrotando por segunda vez a Curtis Axel. En el episodio de Raw del 13 de abril cayó derrotado contra Dolph Ziggler, para inmediatamente después recibir un Brogue Kick de Sheamus, lo que llevó a un combate entre ambos esa misma semana en SmackDown, en el que Sheamus fue descalificado por lanzar a Neville contra la mesa de comentaristas. A la semana siguiente, en SmackDown, Neville salió victorioso de su primera aparición en un combate por parejas junto a Dolph Ziggler, donde se enfrentaron a Bad News Barrett y Sheamus. En Extreme Rules venció a Bad News Barrett. El 27 de abril venció a Luke Harper en King Of The Ring y quedó de semifinalista.
Al día siguiente venció a Sheamus en las semifinales del torneo, pero fue derrotado en la final por Bad News Barrett. El 11 de mayo en Raw respondió el reto abierto de John Cena por el Campeonato de los Estados Unidos. Durante la lucha Rusev lo atacó a él y a John Cena, por lo que hubo descalificación y no pudo ganar el campeonato. En Payback derrotó a King Barrett por descalificación ya que King Barrett quiso abandonar el ring pero Neville lo impidió pero a raíz de esto, sufrió una lesión en la rodilla. Al día siguiente, durante su entrevista con Renee Young, fue interrumpido por Bo Dallas quien lo atacó posteriormente ante las burlas de Neville. En esa misma noche, Neville perdió su combate contra King Barrett debido a su lesión y después del encuentro, fue atacado por Bo Dallas.
Posteriormente, se confirmó que Neville se enfrentará a Bo Dallas en Elimination Chamber. En el evento derrotó a Bo Dallas y la noche siguiente en la revancha en Raw. En el 8 de junio episodio de Raw, Neville aceptó el desafío abierto de Kevin Owens por el NXT Championship, que no pudo ganar. El 14 de junio en WWE Money in the Bank se enfrentó a Sheamus, Roman Reigns, Randy Orton, Kofi Kingston, Kane y Dolph Ziggler por el WWE World Heavyweight Championship Money in the Bank en un Money in the Bank Ladder Match, pero la lucha fue ganada por Sheamus. El 4 de julio, en el evento The Beast in the East, trasmitido por WWE Network desde Tokio, Japón, Neville se enfrentaría a Chris Jericho, saliendo derrotado. A mediados de julio empezó un feudo con Stardust, que fue promocionado por la WWE con grafismos de cómic, jugando con la idea de un enfrentamiento entre superhéroe y supervillano. El 3 de agosto aceptó un reto abierto de Seth Rollins por el Campeonato Mundial de Peso Pesado de WWE, cayendo derrotado tras recibir un Pedigree del campeón. El 13 de agosto hizo equipo con Cesaro contra Seth Rollins y Kevin Owens cayendo derrotado. Más tarde durante una Entrevista Neville fue Atacado por Stardust y King Barrett.El 10 de agosto Neville luchaba contra King Barrett y entró Stardust empujándole la cabeza a Stephen Amell y atacando a Neville esa noche anunciaron la Lucha Stephen Amell y neville contra King Barrett Stardust.El 13 de agosto en Smackdown Neville hizo equipo con Cesaro perdiendo contra Kevin Owens y Seth Rollins.En SummerSlam 2015 stephen amell y Neville derrotaron a Stardust y King Barrett.El 10 de septiembre en smackdown lucharon The Ascension contra The Lucha Dragons The Ascensión derrotaron a Lucha Dragons después de la lucha The Ascension y stardust atacaron a Lucha Dragons y entró Neville pero no pudo a atacar The Ascension y stardust. El 14 de septiembre iban a llevar esa lucha pero no se pudo llevar a cabo y la anunciaron en Night of Champions 2015. En el kickoff de Night Of Champions 2015, Neville y The Lucha Dragons fueron derrotados por Stardust y The Ascension. En Hell in a Cell pre-show, Neville hizo equipo con Dolph Ziggler y Cesaro para derrotar Rusev, Sheamus y King Barrett. La noche siguiente en Raw, Neville se enfrentaría a Alberto Del Rio en un partido de clasificación para competir por el contendientes número #1 al WWE World Heavyweight Champion Seth Rollins en Survivor Series que perdió. Después Rollins sufrió una lesión en la rodilla, con lo que se anunció que lucharía contra Barrett en un partido de cuartos de final en SmackDown. Neville logró derrotarlo, pero perdió ante Kevin Owens en las semifinales el 16 de noviembre en RAW. Neville, junto con el equipo de Goldust, derrotó equipo Stardust el 22 de noviembre en Survivor Series. El 21 de diciembre Neville ganó el 2015 Slammy Award al 'Novato del Año'. Tras esto, comenzó un feudo con Kevin Owens quien dijo que el verdadero ganador del Slammy era el. El 28 de diciembre ambos se enfrentaron en Raw, en donde Neville salió con la victoria. Después de la lucha fue atacado por este, siendo salvado por Dean Ambrose.

#### 2016
El 4 de enero en Raw, fue derrotado por Kevin Owens. El 14 de enero, en SmackDown junto con Dean Ambrose derrotaron a Sheamus y Owens. El 14 de marzo en Raw, venció por descalificación a Chris Jericho ya que, durante la pelea, Neville volvió a sufrir una lesión al fracturarse el tobillo izquierdo al ejecutar y fallar un Baseball Slide. El 12 de julio en SmackDown, se anunció su regresó. El 19 de julio en SmackDown, fue enviado a Raw como parte del Draft. El 25 de julio en Raw, hizo su regresó derrotando a Curtis Axel. El 8 de agosto en Raw, hizo equipo con Sin Cara para derrotar a The Dudley Boyz. El 15 de agosto en Raw, derrotó a Jinder Mahal. 

#### 205 Live (2016–2018)
Después de un tiempo sin aparecer en Raw; en Roadblock, reapareció solo para atacar a Rich Swann y a TJ Perkins, cambiando a heel por primera vez en WWE el 19 de diciembre en Raw Neville explicó porque atacó a Rich Swann y a TJ Perkins. Tras las siguientes semanas, estableció una dura rivalidad con Rich Swann. El 27 de diciembre en 205 Live, Neville derrotó a Swann en una lucha no titular. Tras esto, intentó atacarlo pero fue detenido por los árbitros. El 3 de enero en 205 Live derrotó a T.J. Perkins. El 9 de enero en Raw derrotó a Lince Dorado. Tras el combate, lo siguió atacando hasta que fue atacado por Rich Swann. El 10 de enero en 205 Live, apareció tras el combate de Rich Swann y Tony Nese, para decirle a Swann que tendrían una lucha en Royal Rumble por el Campeonato Crucero de WWE. El 16 de enero en Raw, atacó a Rich Swann antes de su combate con Tony Nese, descartando el combate. La semana siguiente en Raw, Rich Swann retó a Neville a subir al ring tras derrotar a Noam Dar. Neville subió, tocó las cuerdas y se bajó. El 24 de enero en 205 Live derrotó a Cedric Alexander. En Royal Rumble, derrotó a Rich Swann, ganando el Campeonato Crucero de WWE.
El 7 de febrero, se realizó un Fatal 5-Way Elimination Match para definir al retador por el título entre TJ Perkins, Mustafa Ali, Cedric Alexander, Noam Dar y Jack Gallagher, siendo Gallagher el ganador. Tras las siguientes semanas, Neville empezó una rivalidad con Gallagher. En Fastlane, derrotó a Gallagher, reteniendo el título. El 6 de marzo en Raw, derrotó a Rich Swann reteniendo nuevamente el título. Tras la lucha, fue entrevistado por Austin Aries (quien recibía el apoyo del público) y cuando Neville empezó a burlarse de él, Aries lo atacó marcando su regreso a la lucha libre. Tras las siguientes semanas, comenzó una tremenda rivalidad con Aries. En WrestleMania 33 derrotó a Doble A. En las siguientes semanas continuó con su rivalidad con Aries, esta vez teniendo como aliado a TJP (antes conocido como TJ Perkins). Tras esto, en Payback, fue derrotado por Aries por descalificación debido a que Neville agredió al árbitro por lo que, retuvo el título. Después de lo sucedido, siguió con su rivalidad con Aries. 
El 22 de mayo en Raw se anunció que para Extreme Rules, Neville defendería su título contra Austin Aries en un Submission Match. En Extreme Rules ganó la lucha haciendo rendirse a Austin Aries con su "Rings Of Saturn", reteniendo así el Campeonato Crucero de WWE.
El lunes 14 de agosto en Raw perdió su título tras ser cubierto por Akira Tozawa después de que este último aplicara un Diving Senton Bomb desde la tercera cuerda.
En el PPV SummerSlam del domingo 20 de agosto tendría su revancha titular, en los momentos finales del combate Akira Tozawa intentó aplicar su Diving Senton Bomb pero fue contrarrestado por Neville quien los recibió con las rodillas, luego de esto aplicó un Red Arrow a la espalda de su oponente para coronarse por segunda vez como Campeón Crucero De WWE.
Tras esto comenzó un feudo con Enzo Amore, quien recién había sido transferido al roster de la categoría Cruiserweight y que había ganado una oportunidad titular. En No Mercy, Neville perdió el título tras un "Low Blow" de Amore. Al día siguiente, interrumpió la celebración del campeonato de Amore atacándolo mientras tenía el respaldo de todo el roster de 205 Live, quienes habían sido previamente insultados por Amore momentos antes, cambiando así a face.
El 10 de octubre, múltiples fuentes reportaron que Neville se habría ido durante un Raw de los días previos y aparentemente habría abandonado la promoción debido a su inconformidad con su situación en la empresa. Se reportó que supuestamente tendría que haberse enfrentado y ser derrotado por Amore en el show, sin embargo fue reemplazado por Kalisto. WWE denegó que Neville había dejado la promoción. El 13 de noviembre, un nuevo reporte informó que habrían "conversaciones positivas" entre Neville y WWE.
El 24 de agosto, se informó que Neville ya no tenía contrato, y el 29 de agosto, su perfil fue trasladado a la sección Alumni de WWE.com, lo que confirma su salida de la empresa.

### Regreso a Dragon Gate (2018–2019)
Dos meses después de abandonar la promoción, Satterley regresó a Dragon Gate el 2 de octubre de 2018. Usando su antiguo nombre de timbre, PAC, se alió con Yasushi Kanda y el malvado R.E.D. estable. En su partido de vuelta, cubrió a Shingo Takagi en Korakuen Hall.
El 4 de diciembre de 2018, PAC derrotó a Masato Yoshino para ganar el Campeonato Open the Dream Gate en "Fantastic Gate 2018" de Dragon Gate desde Korakuen Hall.

### Circuito independiente (2018-2019)
Después de su regreso a Dragon Gate, se anunció que PAC también se había reservado para promociones independientes BWR Wonderland, Revolution Pro Wrestling, Over the Top Wrestling y Defiant Wrestling.

### All Elite Wrestling (2019-presente)

#### 2019
En enero de 2019 se reveló que Pac sería uno de los primeros firmantes de All Elite Wrestling, una nueva promoción de lucha iniciada por los luchadores Cody Rhodes y The Young Bucks. En el mitin inaugural de AEW en Jacksonville, Pac interrumpió a Adam Page, lo que provocó una disputa entre los dos luchadores. En el segundo mitin de AEW en Las Vegas, se anunció oficialmente un combate entre Page y Pac para el evento inaugural de la compañía, Double or Nothing. Sin embargo, a finales de mayo se canceló el combate debido a "diferencias creativas". Lucharon en un combate por la promoción independiente Wrestle Gate Pro el 17 de mayo, una semana antes de Double or Nothing. Page ganó el combate por descalificación y tras la lucha, Pac atacó la rodilla de Page y dijo que su objetivo era lastimar a Page y, una vez hecho esto, no tenía ninguna razón para presentarse en Double or Nothing. Esto se hizo para borrar la coincidencia de la tarjeta. El 23 de agosto, Pac fue revelado como el reemplazo de Jon Moxley en All Out contra Kenny Omega después de que Moxley se viera obligado a retirarse del evento debido a una lesión. En el evento del 31 de agosto, Pac derrotó a Omega haciéndolo desmayarse en un crucifijo. El 2 de octubre en el estreno de Dynamite, Pac derrotó a Page, reavivando así su rivalidad. En Full Gear el 9 de noviembre, Pac fue derrotado por Page, sufriendo así su primera derrota individual en AEW. Cuatro días después en el episodio Dynamite, Pac derrotó a Page para poner fin a la rivalidad.

#### 2020-presente
A finales de 2019 y principios de 2020, Pac comenzó una rivalidad prolongada con Kenny Omega. Después de perder ante él en una revancha el 27 de noviembre en Dynamite, Pac comenzó a perseguir implacablemente una pelea de goma. Después de atacar al amigo de Omega, Michael Nakazawa, Omega aceptó el combate el 5 de febrero de 2020. El 26 de febrero en Dynamite, los dos lucharon en un 30-Minute Iron Man Match en Dynamite, que Pac perdió después de que el combate fuera a tiempo extra de muerte súbita. Después de la derrota, la entrevista posterior al combate de Pac fue interrumpida por Orange Cassidy, lo que llevó a que se organizara un partido entre los dos para Revolution el 29 de febrero, en el que Pac ganó. El 4 de marzo en Dynamite, Pac formó una alianza con los Lucha Brothers (Fénix & Pentagón Jr.) llamada "The Death Triangle", atacando a Orange Cassidy y Best Friends (Chuck Taylor $ Trent). Sin embargo, Pac se ausentaría en AEW poco después, ya que no pudo viajar debido a la pandemia de COVID-19.
Después de una ausencia de siete meses de la televisión, se anunció que Pac volvería a AEW el 4 de noviembre en Dynamite. Después de una ausencia de ocho meses de la televisión, Pac regresó a AEW en el episodio del 11 de noviembre de Dynamite, donde se enfrentó a Eddie Kingston. En el siguiente episodio de Dynamite, Death Triangle se reformó después de que Fénix y Pentagón Jr.salvaran a Pac de un ataque de Kingston, The Butcher & The Blade. En New Year's Smash el 23 de enero de 2021, Pac derrotó a Kingston. En Revolution el 7 de marzo, Pac y Fénix ganaron un Battle Royale de Parejas de Casino para determinar los próximos rivales para el Campeonato Mundial de Parejas de AEW.
El 26 de julio de 2021 derrota a Chuck Taylor en un programa de Dark Elevation. Al finalizar la lucha, aparece Andrade El Ídolo junto a Chavo Guerrero aplaudiendo en modo de provocacion a Pac.

## Campeonatos y logros
- 1 Pro Wrestling

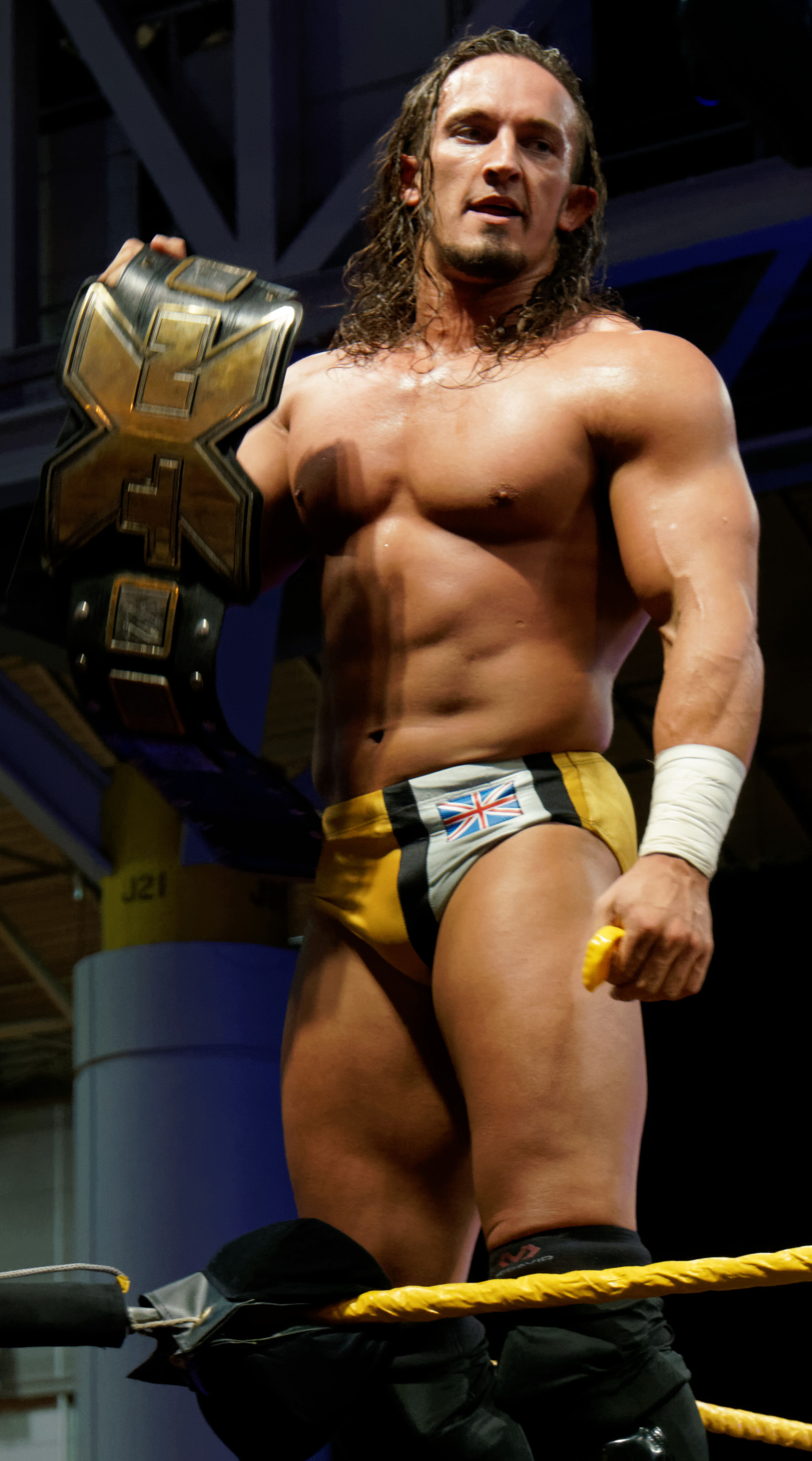
Neville como Campeón de NXT.

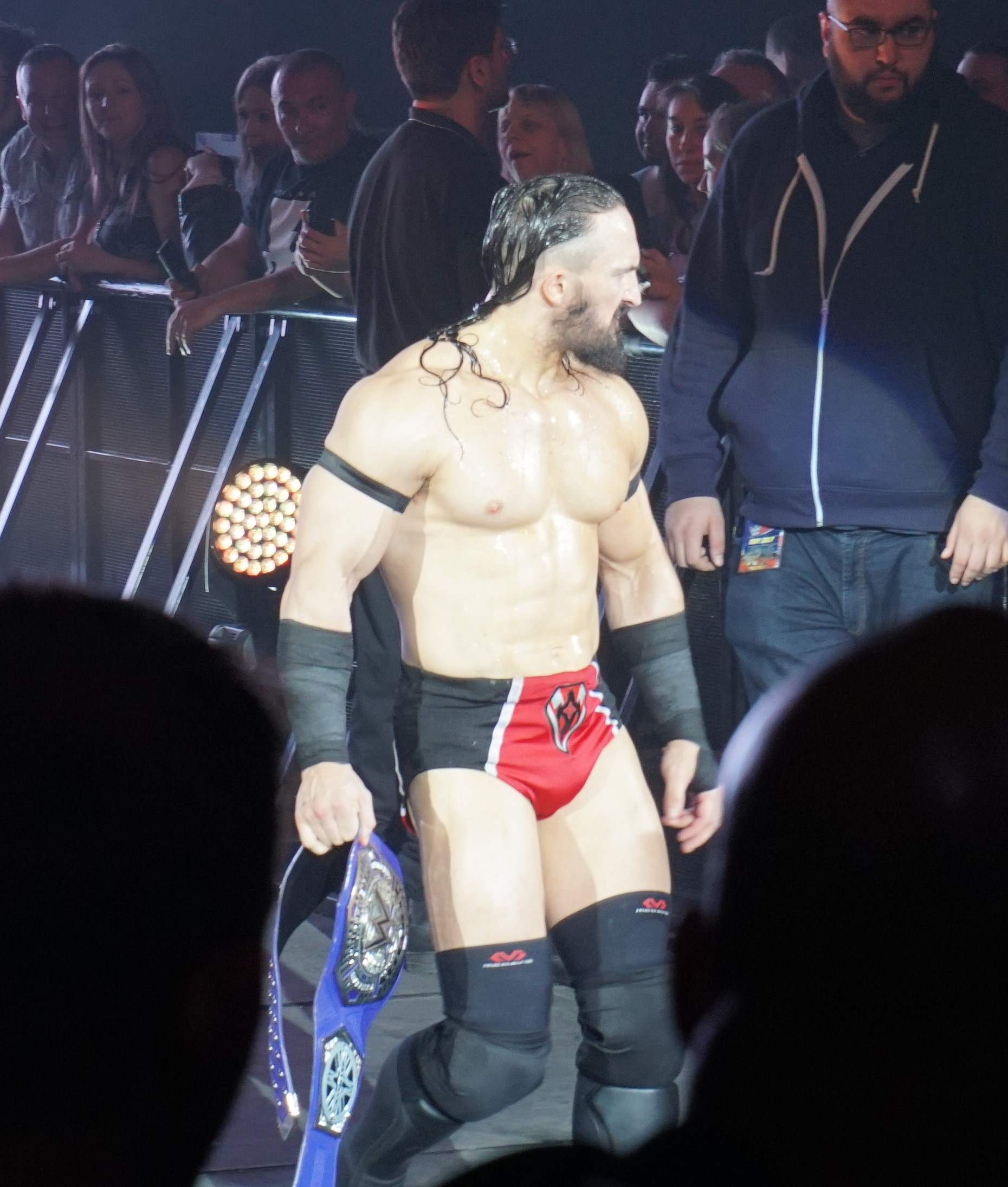
Neville como Campeón Peso Crucero.

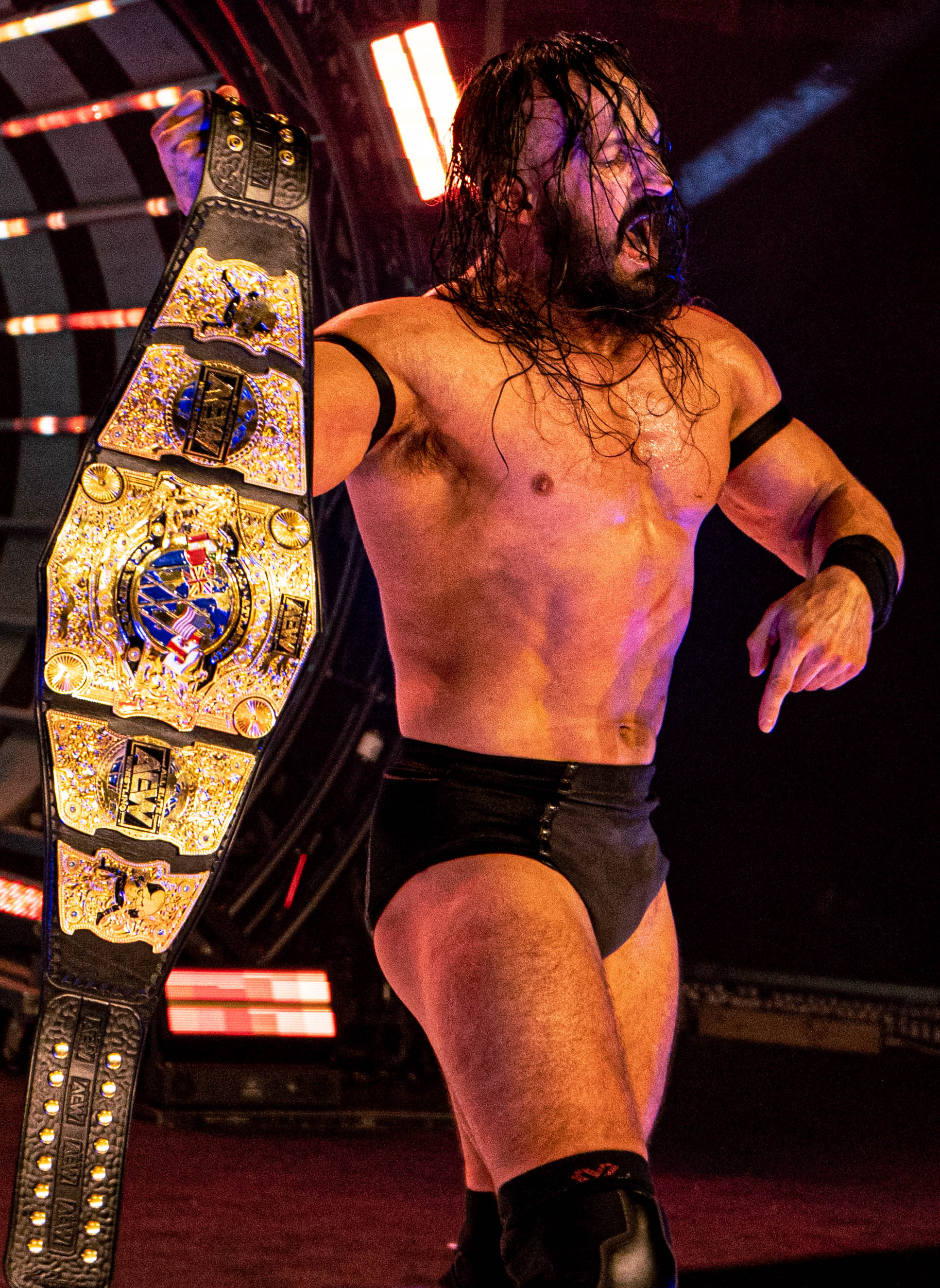
PAC como Campeón Atlántico de AEW.

  - 1PW Openweight Championship (1 vez)

- 3 Count Wrestling
  - 3CW Young Lions Championship (1 vez)
  - 3CW Heavyweight Championship (1 vez)

- All Elite Wrestling/AEW
  - AEW All-Atlantic Championship (1 vez, inaugural)
  - AEW World Trios Championship (2 veces) – con Penta El Zero M y Rey Fénix (1 vez) & Claudio Castagnoli y Wheeler Yuta (1 vez)
  - Tag Team Casino Battle Royale (2021) – con Rey Fénix

- Dragon Gate
  - Open The Triangle Gate Championship (3 veces) – con BxB Hulk (1) y Masato Yoshino (2), Naoki Tanizaki (1) y Naruki Doi (2),
  - Open The Twin Gate Championship (1 vez) – con Dragon Kid
  - Open The United Gate Championship (1 vez) – con Masato Yoshino
  - Open The Brave Gate Championship (1 vez)
  - Open The Dream Gate Championship (1 vez)

- Frontier Wrestling Alliance
  - FWA Flyweight Championship (1 vez)

- Independent Wrestling Federation
  - IWF Tag Team Championship (1 vez) – con Harry Pain

- Over The Top Wrestling
  - OTT No Limits Championship (1 vez)

- Pro Wrestling Guerrilla/PWG
  - PWG World Tag Team Championship (1 vez) – con Roderick Strong
  - PWG Dynamite Duumvirate Tag Team Title Tournament (2007) - con Roderick Strong

- Westside Xtreme Wrestling
  - wXw World Lightweight Championship (2 veces)

- World Wrestling Entertainment/WWE
  - NXT Championship (1 vez)
  - NXT Tag Team Championship (2 veces, inaugural) - con Oliver Grey (1) y Corey Graves (1)
  - NXT Cruiserweight Championship (2 veces)
  - NXT Tag Team Championship Tournament (2013) – con Oliver Grey
  - Slammy Award (1 vez)
    - Breakout Star of the Year (2015)

- Wrestle Zone Wrestling
  - wZw Zero-G Championship (1 vez)

- Pro Wrestling Illustrated
  - Situado en el Nº183 en los PWI 500 de 2007[32]
  - Situado en el N°200 en los PWI 500 del 2008[33]
  - Situado en el Nº137 en los PWI 500 de 2009[34]
  - Situado en el Nº183 en los PWI 500 de 2010[35]
  - Situado en el Nº188 en los PWI 500 de 2011[36]
  - Situado en el Nº89 en los PWI 500 de 2012[37]
  - Situado en el Nº112 en los PWI 500 de 2013[38]
  - Situado en el Nº39 en los PWI 500 de 2014[39]
  - Situado en el Nº15 en los PWI 500 de 2015[40]
  - Situado en el Nº66 en los PWI 500 de 2016[41]
  - Situado en el Nº11 en los PWI 500 de 2017[42]
  - Situado en el Nº66 en los PWI 500 de 2019[43]
  - Situado en el Nº39 en los PWI 500 de 2020[44]
  - Situado en el Nº33 en los PWI 500 de 2021[45]
  - Situado en el Nº56 en los PWI 500 de 2022[46]

- Wrestling Observer Newsletter
  - Lucha 5 estrellas (2021) con Rey Fénix vs The Young Bucks en Dynamite el 8 de abril
  - Lucha 5 estrellas (2022) con Penta El Zero M & Rey Fénix vs. United Empire (Will Ospreay, Kyle Fletcher & Mark Davis) en Dynamite el 24 de agosto
  - Lucha 5 estrellas (2023) con Penta El Zero M & Rey Fénix vs. The Elite (Kenny Omega & The Young Bucks) en Dynamite el 11 de enero